# Acrolophus pseudonoma
Acrolophus pseudonoma är en fjärilsart som beskrevs av Edward Meyrick 1922. Acrolophus pseudonoma ingår i släktet Acrolophus och familjen Acrolophidae. Inga underarter finns listade i Catalogue of Life.